# Avverkningsrätt
Avverkningsrätt är rätten att avverka virke på rot, det vill säga stående träd. Avverkningsrätter kan upplåtas genom flera olika typer av affärsuppgörelser, de vanliga sätten är avverkningsuppdrag, leveransrotköp eller rotposter.
I Sverige är den maximala längden för en avverkningsrätt begränsad till 5 år. Under tidigare århundraden var det i Sverige mycket vanligt att ägare av gruvor eller hyttor för mycket lång tid hade tilldelats privilegiet att avverka skog på mark som ägdes av någon annan, mark som var allmänningar eller ägdes av staten.

## Avverkningsuppdrag
Vid ett avverkningsuppdrag får köparen i uppdrag att avverka på en fastighet eller vanligast en del av fastigheten, bestånd inom en viss tid. Köparen får stå för drivningsresurserna (fällning, kvistning, aptering och transport) och säljaren får betalt efter att kostnaden för drivning dragits bort och virkesvolymerna är inmätta vid industri. Virket mäts i vanliga fall inte av köparen utan av någon av landets tre oberoende virkesmätningsföreningar. Priset bestäms enligt en prislista.
Beroende på att betalningen inte sker förrän virket är inmätt vid industri kan det dröja för säljaren att få sin betalning, därför är förskott på en del av det uppskattade nettot ganska vanligt.

## Leveransrotköp
Leveransrotköp innebär att köparen får nyttjanderätten till skogsråvaran på en fastighet eller vanligast en del av fastigheten, bestånd inom en viss tid. Priset är beroende på faktiskt avverkad kubikmeter. Priset kan vara fast för hela objektet beroende på faktiskt avverkad kubikmeter eller uppdelat på trädslag, sortiment och dimension. Fördelen är här att det är lite lättare att göra prisjämförelser med olika anbud.
Även vid leveransrotköp bestäms volymen först när virket mäts in vid industri vilket gör att det kan dröja för säljaren att få sin betalning, därför är förskott på en del av virkesvärdet ganska vanligt.

## Rotpost
Rätterna säljs genom anbudsförfarande. Som anbudsunderlag används en förteckning över det aktuella beståndets diameterfördelning, volyminnehåll och träslagsblandning, en s.k. stämplingslängd. Uppmätningen av skogen, stämplingen, utförs vanligen inte av skogsägaren och inte heller av köparen av virket utan vanligen av en tredje objektiv part, vanligtvis på säljarens bekostnad.
Skogen säljs stående på rot och köparen förutsätts stå för kostnaderna för avverkning och utdrivning av timmer och massaved. Efter att en rotpost bytt ägare är köparen förpliktigad att avverka posten inom en viss avtalad tidsperiod, vanligen två år. Det är vanligt att denna tidsfrist åtminstone delvis utnyttjas eftersom industrin gärna håller rotstående skog på lager för att jämna ut sitt råvaruflöde.
Fördelen med detta för säljaren är att denne kan enkelt jämföra olika bud från olika eventuelle köpare och att denne får betalt direkt och slipper vänta på att virket är inmätt till industri.

## Leveransvirke
Leveransvirke är inget avverkningsuppdrag, men tas ändå upp här då det är en vanlig leveransform av virke. Det innebär att skogsägaren avverkar själv eller genom egna avtal med entreprenörer och säljer virket från bilväg. En nackdel för skogsägaren med denna leveransform är att skogsägaren kan genom användande av fel eller ingen prislista och genom motormanuell fällning få mindre intäkter på grund av sämre aptering.